# Адігрантх
Адіґрантг (санскритом «першописання») — священна книга сикхів. Відома також під назвами Гуругрантх та Грантхсахіб. Складання книги було завершене в 1604 році за гуру Арджани. На той час Адігрантх включала гімни п'яти перших сикхських гуру. Пізніше були додані проповіді наступних гуру, а також частина гімнів ідеологів руху бгакті: Кабіра, Намдева, Джайдева та інших. Книга завершується епілогом, який зветься Мундавані, та додатком Рог Мала, який містить аранжування піснеспівів. Адіґрантх — головний предмет сикхського релігійного культу та ритуалів. Написана книга мовою пенджабі XV—XVI століття з іншомовними елементами.